# ارکیده زنبوری جنگلی
ارکیده زنبوری جنگلی (نام علمی: Chiloglottis sphyrnoides) نام یک گونه از سرده ارکیده‌های زنبوری است.